# Evaniella boliviana
Evaniella boliviana är en stekelart som först beskrevs av Embrik Strand 1912.  Evaniella boliviana ingår i släktet Evaniella och familjen hungersteklar. Inga underarter finns listade i Catalogue of Life.